# Azecho

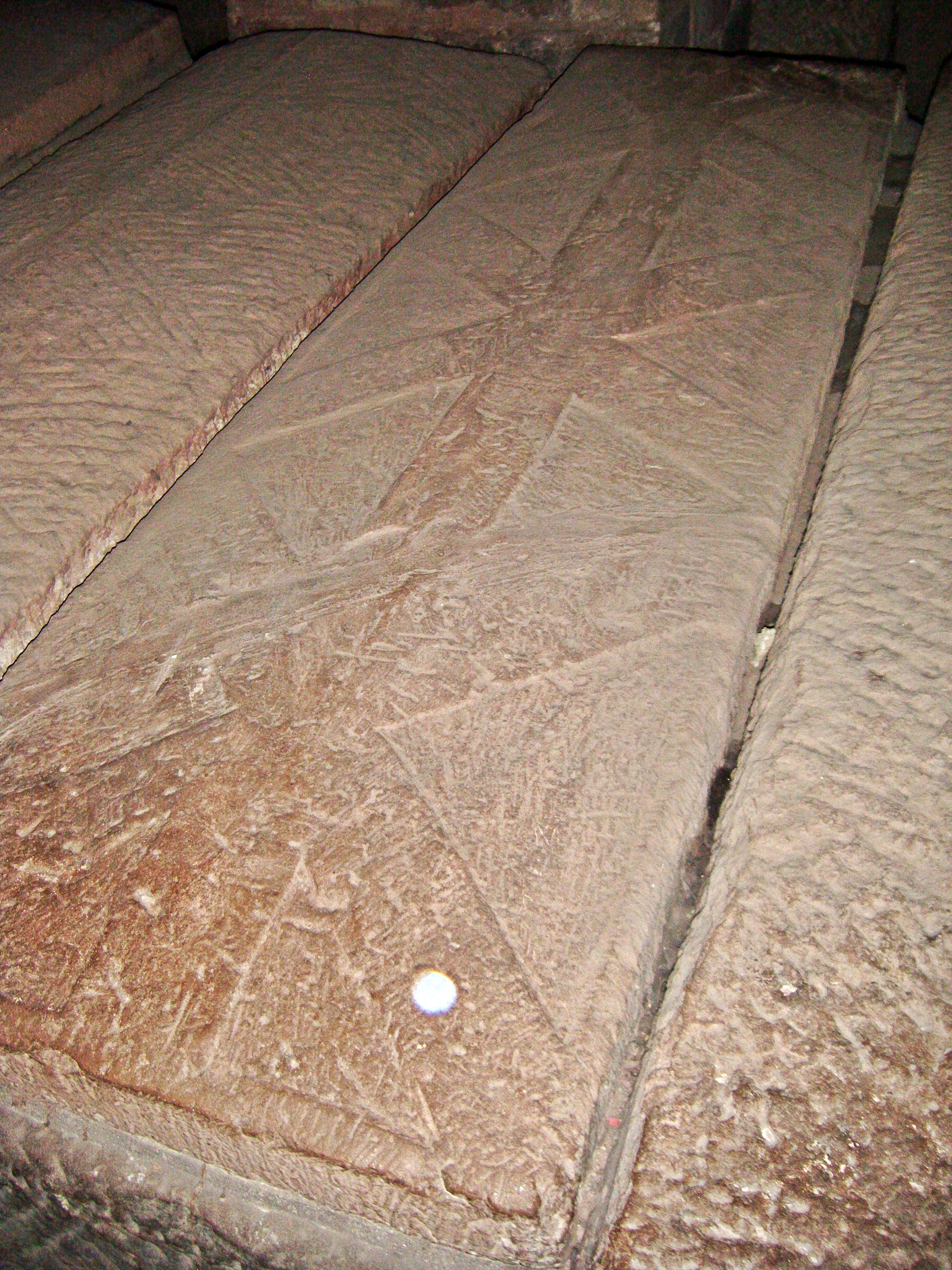
Sarkophag von Bischof Azecho, Saliergruft des Wormser Domes.

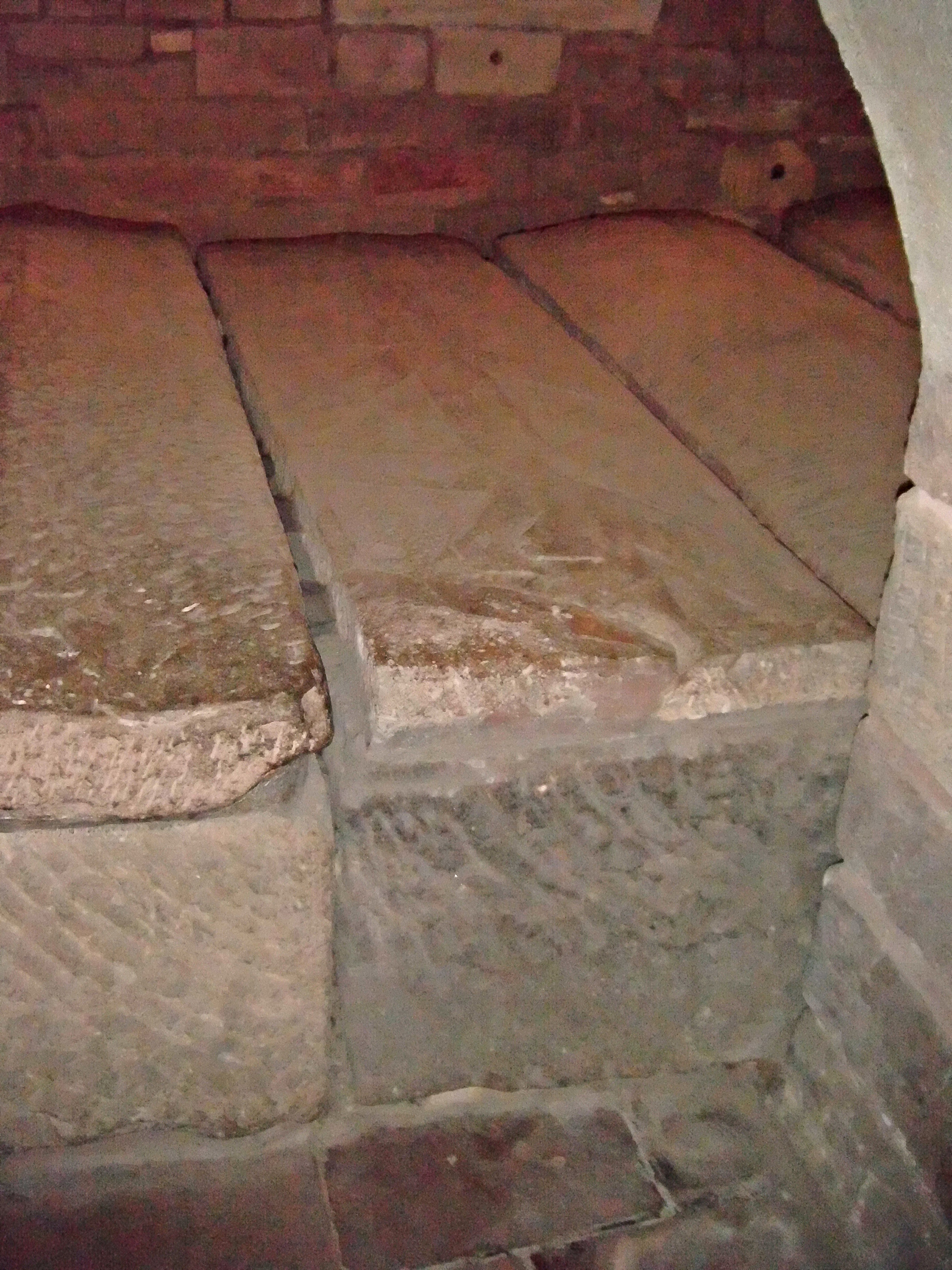
Sarkophag (mittig), Saliergruft des Wormser Domes

Azecho, manchmal auch Hazecho oder Hacego († 18. Januar 1044) war von 1025 bis 1044 Bischof von Worms.

## Leben und Wirken
Verschiedene Quellen sagen, er sei von Geburt ein Graf von Nassau gewesen. Der Wormser Chronist Friedrich Zorn (1538–1610) überliefert u. a. seine Grabinschrift, die ebenfalls seine Herkunft aus dem Haus Nassau hervorhebt. In der gleichen Quelle heißt es, seine Wahl zum Wormser Oberhirten sei am 5. Dezember 1025 erfolgt.
Azecho nahm 1027 an der Synode von Frankfurt teil. 1035 weihte er den rechten Altar in der Krypta des Klosters Limburg bei Bad Dürkheim, während die ebenfalls anwesenden Bischöfe Pilgrim von Köln und Reginbald von Speyer den mittleren bzw. den linken Altar konsekrierten. Noch im gleichen Jahr oder 1036 begleitete Azecho Kaiser Konrad II. auf einem seiner Wendenfeldzüge. Er war auch freundschaftlich verbunden mit des Kaisers Schwiegertochter Gunhild. In einem Brief vom August 1036 berichtete der Hofkleriker Immo (später Bischof von Arezzo) seinem Oberhirten Azecho, dass Königin Gunhild seit dessen Abreise traurig seit, da sie nun niemand mehr mit Mandelkernen beschenke und mit väterlichen Worten tröste.
Im Codex minor ecclesiae Spirensis, einem Kopialbuch des Bistums Speyer aus dem 13. Jahrhundert, hat sich die Notiz erhalten, am 3. Dezember 1038 sei in der vorgenannten Abtei Limburg, im Beisein des Kaisers Konrad II., seiner Gemahlin Gisela und der Bischöfe Azecho von Worms, Reginbald von Speyer, Heribert von Eichstätt, Thietmar von Hildesheim, sowie Walter von Verona im Kalenderstreit gegen Bischof Wilhelm von Straßburg entschieden worden, dass der erste Adventsonntag stets in der Zeit zwischen dem 27. November und dem 3. Dezember begangen werden müsse. Hintergrund der Angelegenheit war ein Besuch des Kaisers am 26. November des Jahres in Straßburg, wo er zu seinem Erstaunen festgestellt hatte, dass sein Onkel, Bischof Wilhelm, den 1. Adventsonntag dort schon eine Woche früher feierte, worin der Kaiser eine Abweichung von der kirchlichen Norm sah.
Azecho wurde in Worms bestattet. Sein Sarkophag befindet sich in der Saliergruft des Wormser Domes.
In der sogenannten Lorscher Briefsammlung (auch Wormser Briefsammlung) sind verschiedene Briefe des Bischofs an andere Kleriker im Originaltext überliefert.